# 39679 Nukuhiyama
39679 Nukuhiyama è un asteroide della fascia principale. Scoperto nel 1996, presenta un'orbita caratterizzata da un semiasse maggiore pari a 2,2104155 UA e da un'eccentricità di 0,1586476, inclinata di 4,79327° rispetto all'eclittica.